# Idaea cervantaria
Idaea cervantaria is een vlinder uit de familie spanners (Geometridae). De wetenschappelijke naam is voor het eerst geldig gepubliceerd in 1869 door Millière.
De soort komt voor in Europa.